# Hesketh Bank
Hesketh Bank – wieś w Anglii, w hrabstwie Lancashire, w dystrykcie West Lancashire. Leży 50 km na północny zachód od miasta Manchester i 306 km na północny zachód od Londynu.